# Giant Bomb
Giant Bomb is een onafhankelijke Amerikaanse site met nieuws, recensies, columns en video's van en over computerspellen.
Nadat Jeff Gerstmann bij GameSpot werd ontslagen na zijn recensie van Kane & Lynch: Dead Men begon Gerstmann samen met webontwikkelaars de ontwikkeling van een nieuwe computerspelwebsite. De redactie omvatte onder andere ex-GameSpotwerknemers Jeff Gerstmann, Ryan Davis (tot zijn dood in 2013), Alex Navarro, Brad Shoemaker en Vinny Caravella. 
Door de jaren heen waren ook Patrick Klepek, Drew Scanlon, Jason Oestreicher, Austin Walker, Matt Rorie, Ben Pack, Abby Russel, Jess "Voidburger" O'Brien, Lucy James, Tamoor Hussain, Nikki Grayson en Shawn "TurboShawn" McDowell onderdeel van het team.
Het huidige team bestaat uit Jeff Grubb, Mike Minotti, Jan Ochoa, Dan Ryckert en Jeff Bakalar, die allemaal mede-eigenaar van de website zijn. 